# Cá ông chuông
Cá ông chuông, tên khoa học Pseudorca crassidens, là một loài cá heo thuộc họ Delphinidae, là thành viên lớn thứ ba của Họ Cá heo đại dương. Nó sống ở vùng biển ôn đới và nhiệt đới trên toàn thế giới. Như tên của nó trong tiếng Anh là false killer whale ngụ ý, loài này có bề ngoài giống với killer whale (cá hổ kình). Giống như cá hổ kình, cá ông chuông tấn công và giết chết cá voi khác. Tuy nhiên, hai loài cá heo này không có quan hệ mật thiết với nhau.
Cá ông chuông đã không được nghiên cứu rộng rãi trong tự nhiên, phần lớn các dữ liệu về nó đã được bắt nguồn bằng cách kiểm tra khi chúng bị mắc kẹt.
Loài này là thành viên duy nhất của chi Pseudorca.

## Phân bố
Cá giả hổ kình có phạm vi phân bố rộng, nếu lúc còn nhỏ, chúng hiện diện tại vùng biển ôn đới và nhiệt đới của đại dương. Chúng đã được nhìn thấy khá vùng nước nông như biển Địa Trung Hải và Biển Đỏ cũng như Đại Tây Dương (từ Scotland đến Argentina), Ấn Độ Dương (ở các vùng ven biển và quanh đảo Lakshwadweep) và Thái Bình Dương (từ biển của Nhật Bản đến New Zealand và khu vực nhiệt đới phía đông), trong đó có vùng biển Việt Nam và Hawaii. Khu vực nhiệt đới phía đông Thái Bình Dương được ước tính có hơn 40.000 cá thể.

## Mô tả

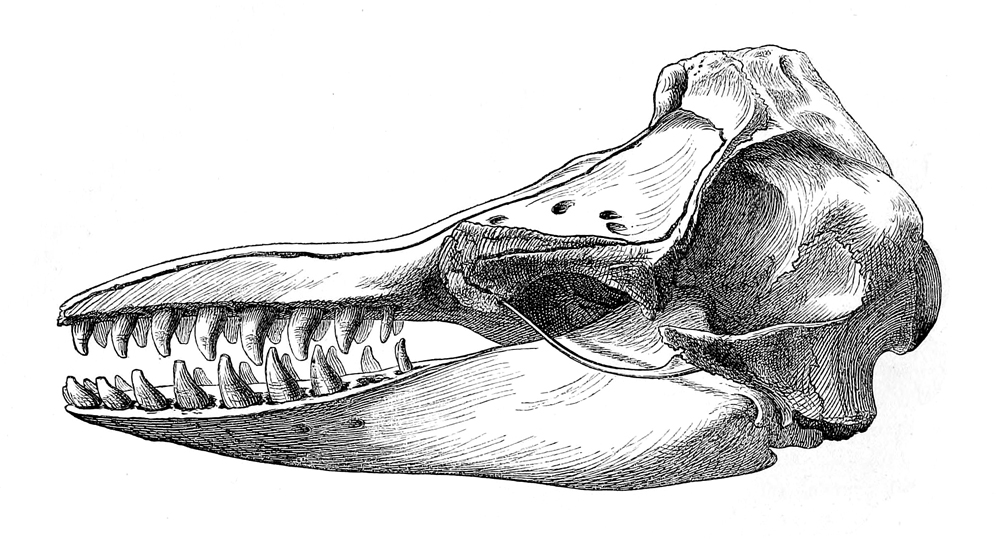
Sọ cá giả hổ kình.

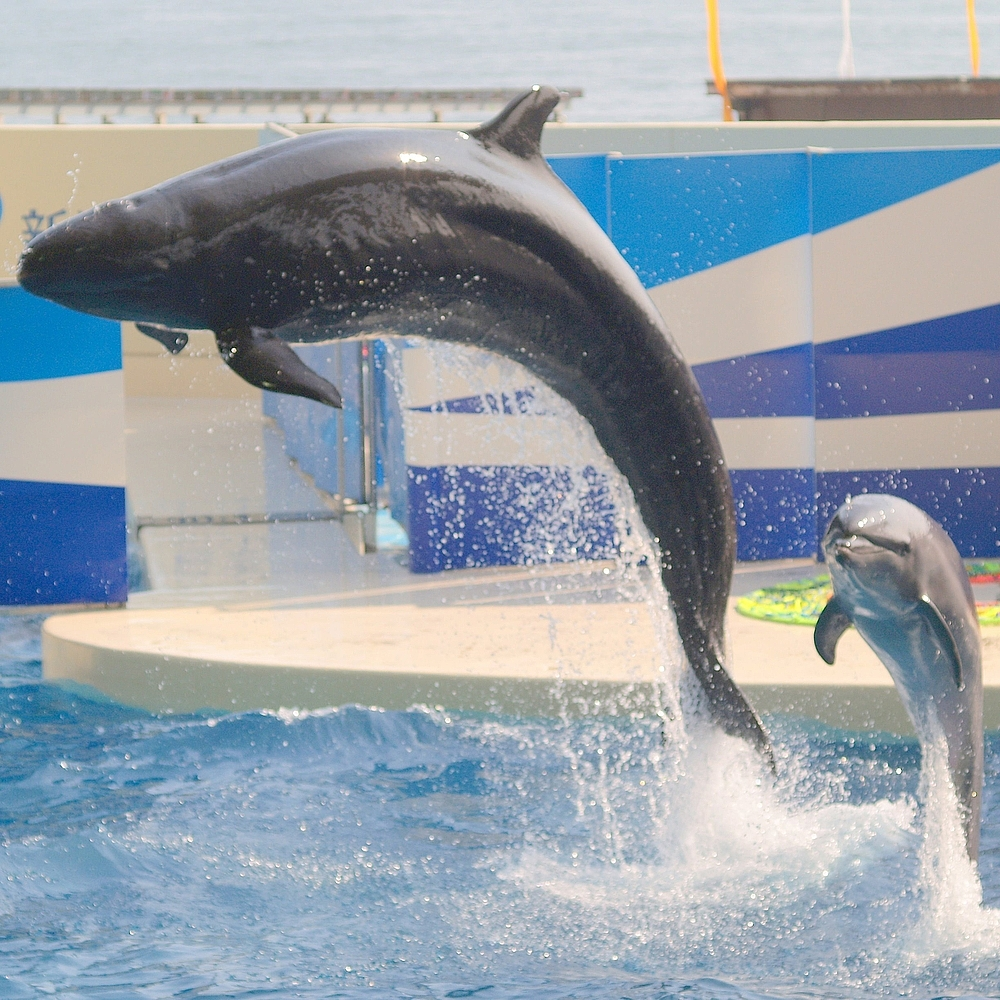
Cá giả hổ kình và cá heo cổ mũi chai tại bể cá công cộng Enoshima, Nhật Bản

Cá ông chuông có màu đen với một cổ họng và cổ màu xám. Nó có một cơ thể mảnh mai với một cái đầu thon dài và 44 răng. Vây lưng có hình lưỡi liềm và chân chèo của nó được thu hẹp, ngắn và nhọn. Kích thước trung bình khoảng 44,9 m (16 ft). Con cái có thể đạt kích thước tối đa 5,1 m (17 ft) chiều dài và cân nặng 1.200 kg (2.600 lb), trong khi những con đực lớn nhất có thể đạt 6,1 m (20 ft) và cân nặng 2.200 kg (4.900 lb).